# Garrafinhas coloridas de Tibau

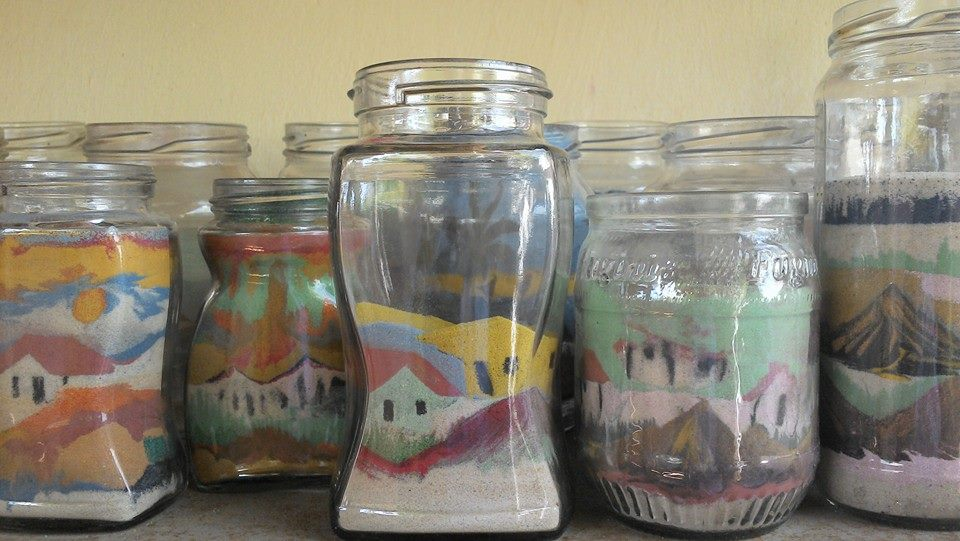
Garrafas de areia colorida

As garrafinhas de areia de Tibau foram consideradas como patrimônio cultural imaterial do Estado do Rio Grande do Norte através da Lei n° 10.683/2020

## História
Devido à riqueza de cerca de 25 variedades de areia esse material sempre causou curiosidade no povo de Tibau. As primeiras garrafas foram produzidas com faixas paralelas por meio do enchimento de garrafas de vidro com areia colorida. Em seguida, esse novo tipo de artesanato se desenvolveu de várias formas como xadrez, palmas, passarinhos, caramelos, borboletas, laços e etc.

## Produção
A produção dessas garrafinhas envolve a coleta de areias e argilas de diferentes tonalidades, que são secas, peneiradas e, posteriormente, dispostas em camadas dentro das garrafas. O processo artístico é realizado com precisão, utilizando ferramentas simples, como palhetas e conchas, para formar desenhos que representam paisagens e símbolos da cultura local